# نیک کاتانس
نیک کاتانس (به انگلیسی: Nick Catanese) (زاده ۲ ژوئیه ۱۹۷۱) موسیقی‌دان، بازیگر آمریکایی است.
از فیلم‌های معروف او می‌توان به بازی در فیلم ستاره راک اشاره کرد.